# Holdudvar (Margit-sziget)
A Margit-szigeti Casino, ma Holdudvarként ismert épületének területén egykoron Johannita keresztesek vára állt, de funkcionált védelmi vonalként, kórházként, majd ezt követően majorságként is. József főherceg beruházásait és fejlesztéseit követően épült meg Ybl Miklós tervei alapján a Nagyvendéglő, mely később 1937-ben Casino néven nyílt meg. A második világháború alatt elszenvedett károk miatt bontásra ítélték, azonban a 2017-es teljes felújítást követően az épület jelenleg is rendezvényhelyszínként szolgál.

## Történeti áttekintés
Egykoron Johannita keresztesek vára állt itt, mely a tatárjárás után 1253-1276 környékén épülhetett. Funkciója ekkor a Duna vonalának védelme és szigeten lévő egyházi javak védelme volt, valamint kórházként is funkcionált. A vár a török korban pusztulhatott el, mivel a XVI-XVII. századi ábrázolásokon már csak szórványos romok láthatók.
1790-ben Sándor Lipót birtokába került a Margit-sziget, és az egykori vár helyén kertészlak-majorság épült. A korabeli rajzok alapján egyszerű, földszintes, nyeregtetős épület került kialakításra.
Az ezutáni időszakban bekövetkezett átalakulások és építészeti megoldások szolgáltak alapul a mai Margit-szigeten képéhez. Az 1867-től József főherceg által kezdeményezett fejlesztések keretein belül és nagyvonalú beruházásai által a főváros egyik attrakciójává vált a helyszín. Az épületek terveit Ybl Miklós készítette. Ezeknek a beruházásoknak köszönhetően épült 1868/69-ben a Nagyvendéglő, azaz az alsószigeti/alsó-margitszigeti vendéglő a sziget déli részén. Az építész a korábbi major épületegyüttesét alakította át: a déli oldalon épült fel a Nagyvendéglő (később Casino), az udvar északi oldalán álló épületből reprezentatív nyárilak létesült, kelet felé istálló, nyugat felé a kertészlak helyezkedett el. Az együttes déli épületéből hozták létre a vendéglő északi, konyhai szárnyát, melyhez délről csatlakozott az éttermi rész.
Eredetileg a főherceg számára készült volna palota, de a legfőbb cél profitot termelő létesítmények kialakítása volt. A fürdők mellett vendéglőt, kávéházat, ivócsarnokot és számos kiszolgáló épületet, úgy mint mosodát, gépházat, üvegházakat, sőt vásárcsarnokot, bérelhető nyárilakokat álmodott meg a kor legnagyobb magyar építésze. A sziget déli részére is jutott egy vendéglátóhely, amely még ma is áll. Casino néven a felismerhetetlenségig átalakították, azonban a 2017-es vizes világbajnokság költségvetéséből 1,2 milliárd forintért visszakapta eredeti formáját.

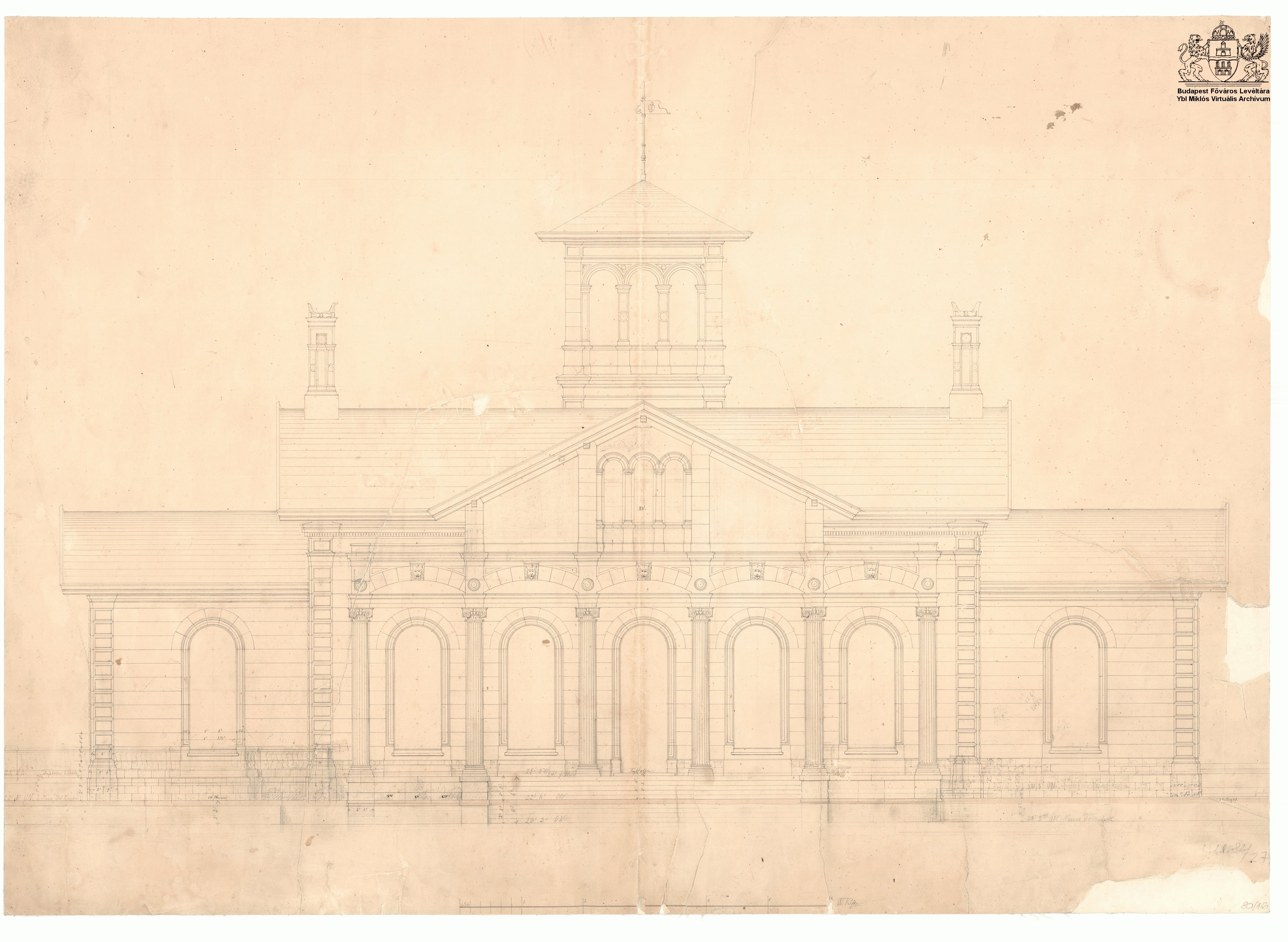
Margit-szigeti egykori Casino épületének főhomlokzata

A Nagyvendéglő egy olyan együttes részét alkotta, mely kiterjedt az egész majorságra az akkori Margit-sziget déli csúcsánál. Így az egész korábbi majorság megmaradt, azonban hozzáépítettek néhány egységet. A korszerűsítő átépítéseknek köszönhetően a pesti polgárság egyik legkedveltebb vendéglője és szórakozóhelye lett.
A Margitsziget kiépítése szenzáció volt, de a fürdő és a szállodák mellett a déli épületcsoport háttérbe szorult. Már ekkor kialakult a sziget megosztottsága, mely a második világháborúig jellemezte, miszerint déli része szórakoztatásra szolgál, a konyhájáról, berendezéséről és légköréről híres nagyvendéglővel, északi része pedig a gyógyászatra specializálódott. A Nagyvendéglő presztízsét emelte, hogy József főherceg innen vitte az ebédjét. 1900-ban megépült a Margit híd szigetre vezető ága, mely lehetővé tette a szárazföldi megközelítést, megkönnyítve ezzel a közlekedést. A Margitsziget igazi felvirágzása akkor indult, amikor a századfordulóra megépült a Margit híd szárnyhídja, így már nem kellett révre vagy gőzhajóra szállnia annak, aki ott akart szórakozni. 1908-ban a főváros megvásárolta a területet a főhercegtől, hogy nyilvános kertként szolgálja a város lakosságát.
1917-1935-ben „Margitszigeti étterem, kávéház és tejcsarnok” néven futott.

## Új korszak
1936-ban új bérlőhöz, a Palatinus Park R.T.-hez került az épületegyüttes. Ekkorra datálható egy újabb korszak a sziget történetében, amikor a rajta lévő intézmények nagyszabású korszerűsítése kezdődött. Kis túlzással a sziget amerikanizálódása történt, ennek részeként építették át az alsószigeti vendéglőt is. Az északi szigetrészen lévő másik vendéglőtől való megkülönböztetés céljával kapta az "alsószigeti" jelzőt. A Lánchíd felé tekintő teraszos vendéglő a fővárosi társaság egyik legnépszerűbb nyári szórakozóhelye lett. A hangulatot katonazenekarok növelték. Mellette állt az a kávéház, amely eredetileg József főherceg vadászati pavilonja volt a millenniumi kiállításon.
Az épületet többször átépítették, először 1907-ben, amikor a főbejárati portikusz két oldalánál húzódó, vasoszlopokkal alátámasztott tetővel fedett teraszt alakítottak ki, majd az 1930-as évek közepén nagyobb modernizálást hajtottak végre az egész épületen. Az épületet nagymértékben korszerűsítették, mely részben elfedte az eredeti architektúrát. 1937-ben nyitották meg újra, Casino néven, melyként a mai napig sokak számára ismert. A sziget kertészete helyére a monte-carlóihoz hasonló kaszinót terveztek, sőt szerencsejáték-monopóliumot is szerettek volna szerezni.
A második világháború során a Margit-szigeti épületek komoly károkat szenvedtek, köztük a Casino is jelentősen megrongálódott. Kezdetben bontásra ítélték. Az ostrom következtében elveszett torony és portikusz helyreállítására nem került sor, ennek csonkjai a korábbi terasz helyén kialakított konyhában helyezkedtek el.

## Napjaink
A közelmúltban, egészen 2015-ig zenés-táncos szórakozóhelyként Holdudvar néven üzemelt az épület. A sok átalakítás és a háborús károk következtében az eredeti épület részben átalakult, azonban bizonyos egységek még mindig őrzik Ybl Miklós terveinek emlékét, emellett a korabeli funkcionalitást idézi, hogy a Holdudvar épülete jelenleg is rendezvények helyszíneként szolgál. 

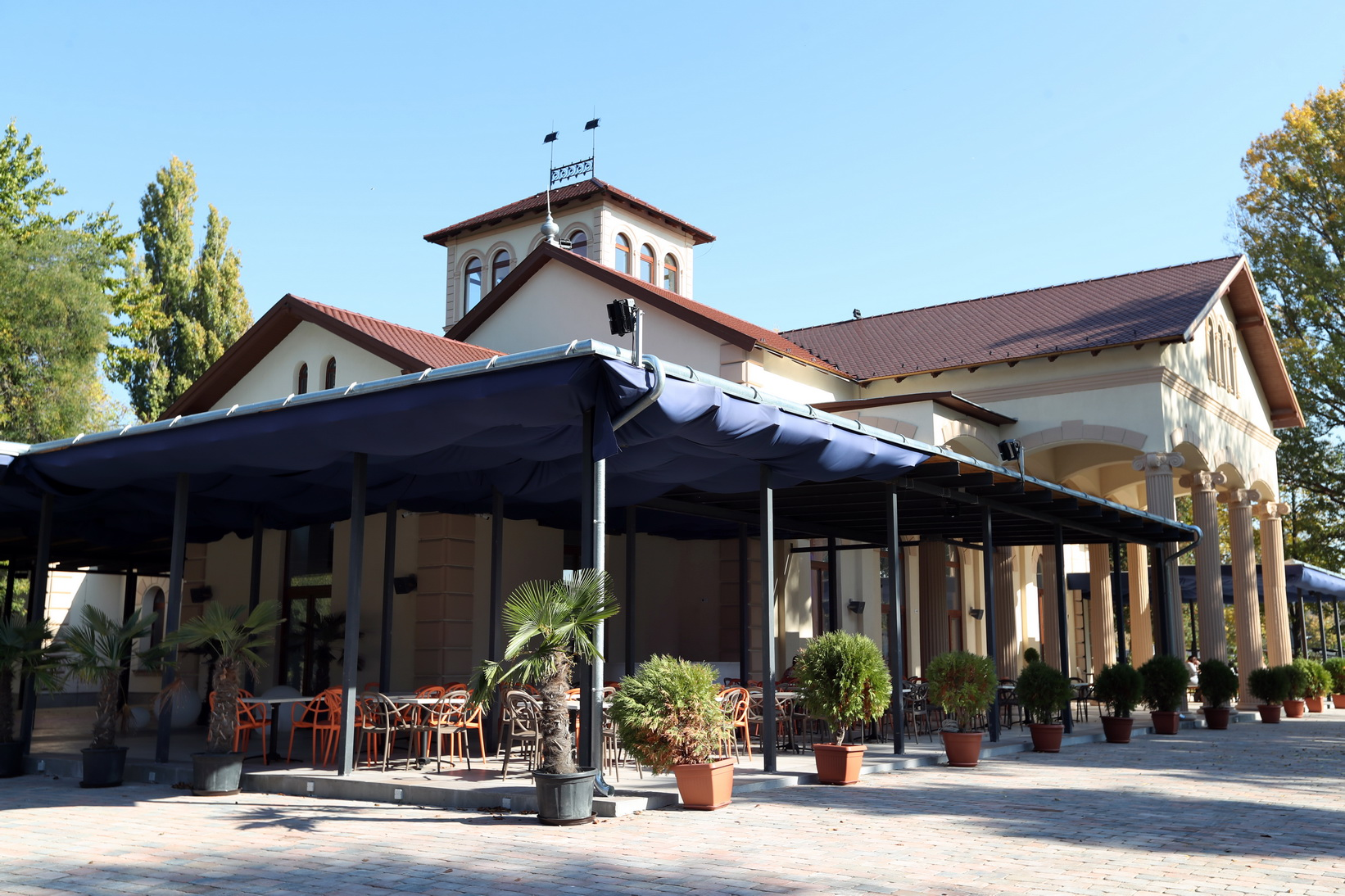

A 17. FINA Vizes Világbajnokság során felújítása került Margit sziget egyik mérföldköve volt a korábbi Casino rekonstrukciója. A világbajnokságot szervező cég, a Bp2017 Nonprofit Közhasznú Kft. nevében Szántó Éva, a cég ügyvezető igazgatója és Balogh Sándor, a cég gazdasági igazgatója megbízásából 2017. március 29-én kötöttek szerződést a Bo-To Bau Kft.-vel az építkezés kapcsán. A kivitelezés és a tervezés is a vállalkozó feladata volt, így készült el az eredeti állapotot célzó átfogó rekonstrukció, amelynek köszönhetően a felismerhetetlen torzó ismét a Margitsziget ékkövévé vált. A jelenlegi felújítás költsége 1,2 milliárd forint volt, mely a 2017-es vizes világbajnokság költségvetésének részét képezte, ennek köszönhetően nyerte el eredeti formáját újra az épület.
A 2017-ben teljes felújításon átesett Holdudvar alkalmassá vált zártkörű konferenciák, előadások, tréningek, esküvők, kiállítások, fogadások, céges összejövetelek, bankettek és sajtótájékoztatók megrendezésére egyaránt.
Bár a torony részt a második világháború alatt bombatámadás érte, mely csak a mostani építkezés alatt került felújításra,
otthont ad egy 24 négyzetméteres toronyszobának, ahonnan látható az Országház valamint a Mátyás-templom kupolája is.

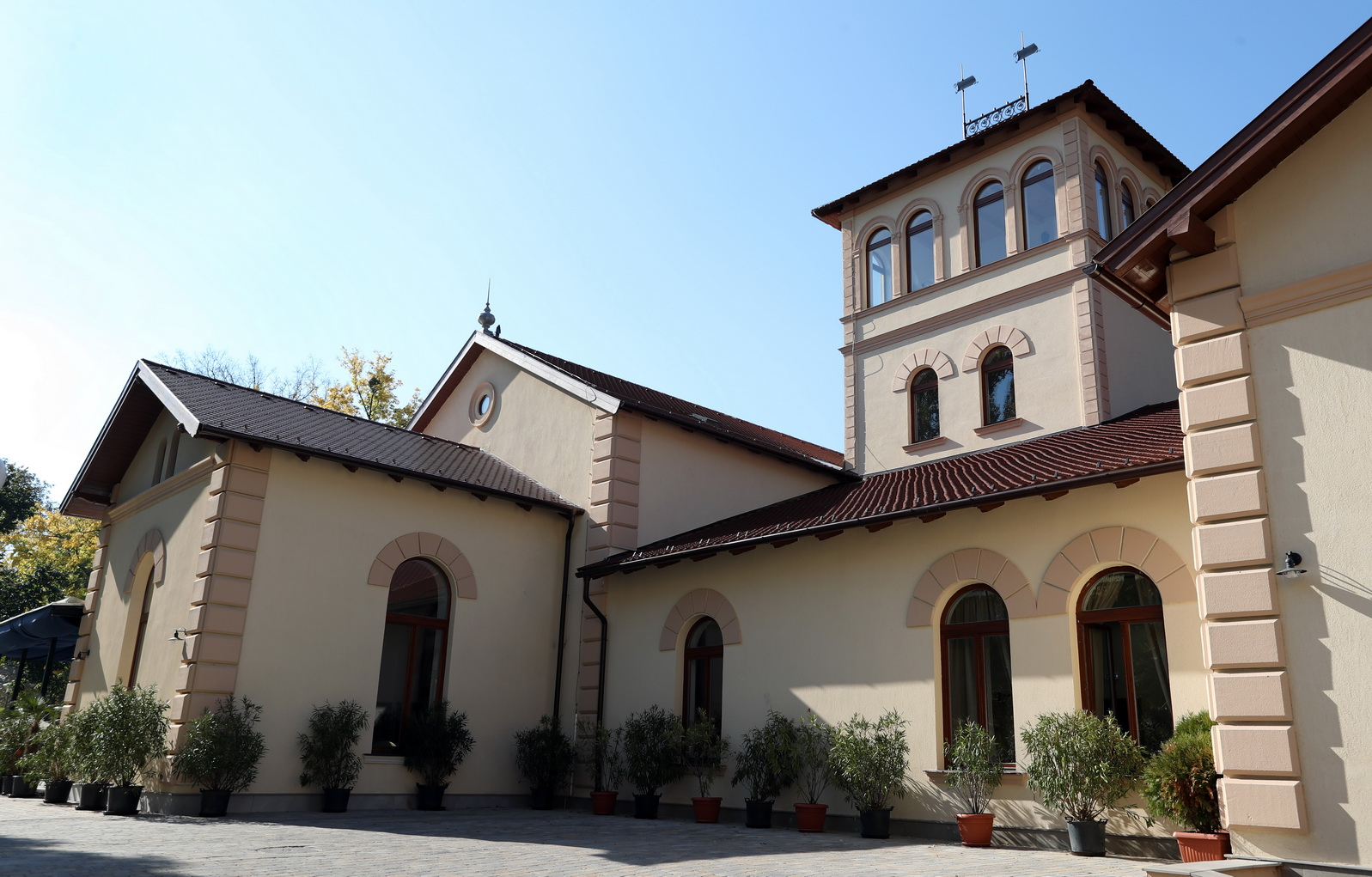
Holdudvar új épülete

21. századi audio-vizuális és fénytechnika került beépítésre, számtalan LED kijelző, 7x4,5 m nagyságú vetítővászon, 33 darab egyedi gömb, „hold-alakú” világítás a Bál-teremben.

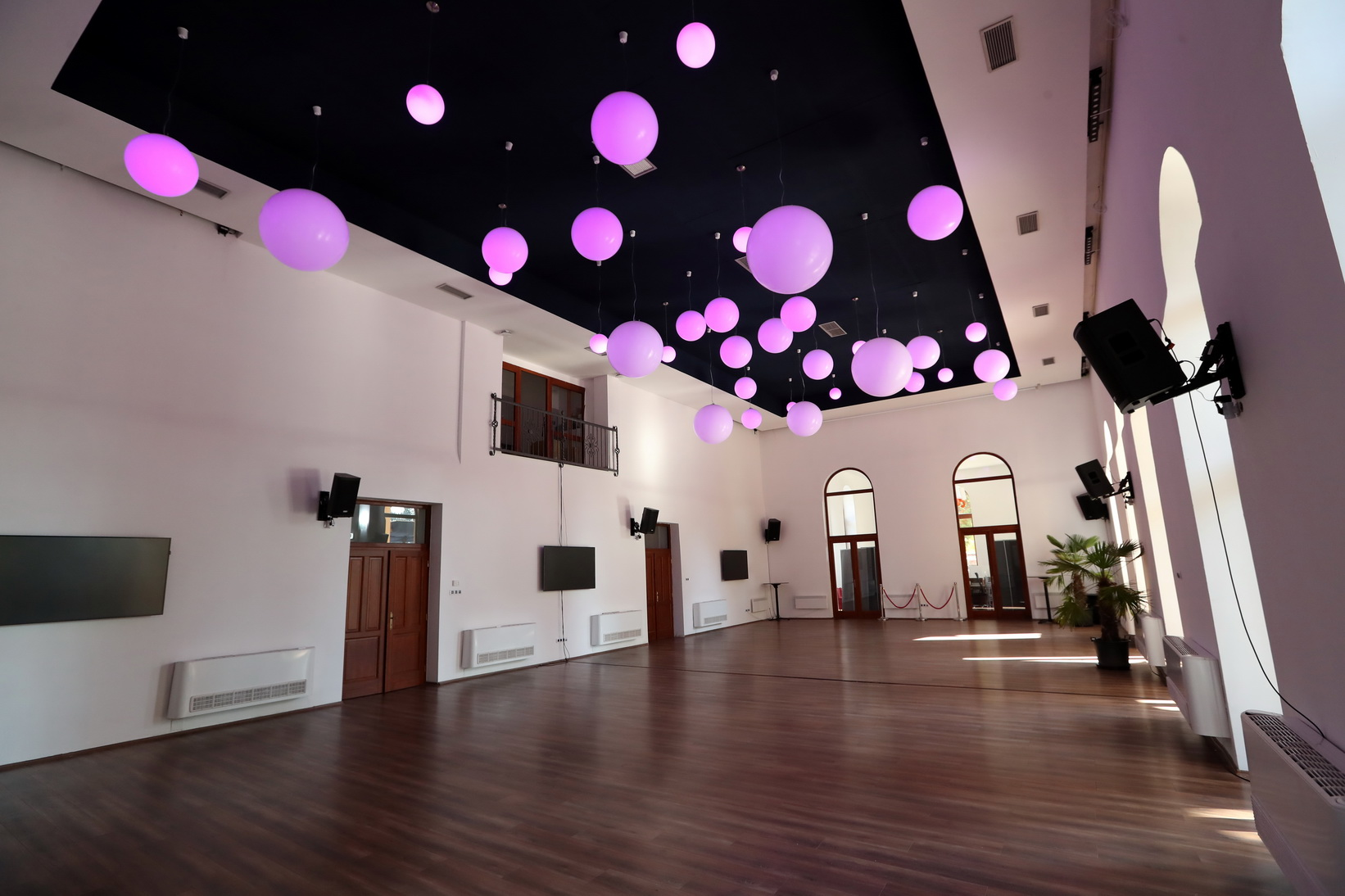